# Synthemis kimminsi
Synthemis kimminsi är en trollsländeart som beskrevs av Maurits Anne Lieftinck 1953. Synthemis kimminsi ingår i släktet Synthemis och familjen skimmertrollsländor. Inga underarter finns listade i Catalogue of Life.